# Band-e Amir
Band-e Amír (persky بند امیر‎) je pouštní řeka nacházející se v západním předhůří pohoří Hindúkuš v Afghánistánu. Stejné jméno nese i soustava jezer ležících na ní.

## Průběh toku
V nadmořské výšce kolem 3 000 m se pusté říční břehy proměňují v 11 km dlouhou kaskádu modrozelených jezer situovaných přibližně 75 km na severozápad od starověkého města Bámján. Každé jezero je zakončeno přírodní hrází, přes kterou říční voda přepadá. Hráz je obrostlá mechem, vrbami a vodními rostlinami a vždy sahá až k ústí dalšího jezera. Voda je i ve vrcholném létě chladná díky tání horského sněhu.

## Vznik
Vznik jezer je zapříčiněn okolními vápencovými skalami. Voda, která teče z tajícího sněhu, prosakuje těmito horninami a chemicky rozpouští některé minerály v nich obsažené, podobně jako v krasové krajině. Voda obsahující slabý roztok uhličitanu vápenatého se dostává do styku s vodními rostlinami, které z ní odebírají CO2, nastává chemická reakce. Ta je ještě podpořená vypařováním. Tato reakce vede k opětovnému vysrážení vápence v podobě krystalického sintru, z něhož časem vzniká pórovitá hornina, nazývaná travertin. Proto se skály na břehu jezer třpytí. Barevné efekty vody vyvolává travertin pokrývající dno jezer.

## Jezera
Hlavních jezer je šest:
- Band-e Hajbát
- Band-e Zulfikár
- Band-e Kambar
- Band-e Panír
- Band-e Ghuláman
- Band-e Pudína